# Guido Fubini
Pour les articles homonymes, voir Fubini.
Guido Fubini (19 janvier 1879 - 6 juin 1943) est un mathématicien italien, célèbre notamment pour ses travaux sur les intégrales, en particulier le théorème de Fubini.

## Biographie
Né à Venise, Guido Fubini est poussé vers les mathématiques à un âge précoce, encouragé par ses professeurs et par son père, lui-même professeur de mathématiques. En 1896 il intègre l'École normale supérieure de Pise, où il est l'élève d'Ulisse Dini et de Luigi Bianchi. Il acquiert une certaine notoriété dès 1902, lorsque sa thèse de doctorat (datant de 1900), intitulée le parallélisme de Clifford dans les espaces elliptiques, est discutée dans un travail très lu sur la géométrie différentielle publié par Bianchi.
Après avoir soutenu sa thèse, il commence à enseigner. D'abord à l'université de Catane en Sicile, puis il part rapidement pour l'université de Gênes. En 1908 il déménage pour Turin, où il enseigne au Politecnico puis à l'université.
Pendant ces années, ses recherches concernent surtout des sujets d'analyse mathématique, particulièrement les équations différentielles, l'analyse fonctionnelle et l'analyse complexe ; mais il étudie également le calcul des variations, la théorie des groupes, la géométrie non euclidienne et la géométrie projective. Lors de la première guerre mondiale, il s'intéresse à des sujets plus appliqués, comme la précision de l'artillerie ; après la guerre il continue dans cette optique, appliquant les résultats de ses études précédentes, notamment en électronique et en acoustique.
En 1939, alors que Fubini, à 60 ans, approche de la retraite, l'Italie de Mussolini adopte les lois raciales fascistes déjà prônées depuis des années par les nazis. En tant que juif, Fubini est radié du Politecnico de Turin en 1938. Il se met à craindre pour sa famille et accepte un poste d'enseignant qui lui est proposé par l'université de Princeton. Il meurt à New York quatre ans plus tard.

## Hommages et distinctions
En 1908 il reçoit le Prix mathématique de l'Académie italienne des sciences.
L'astéroïde (22495) Fubini porte son nom.